# Pilota d'Or
La Pilota d'Or (Ballon d'Or en francès) és un guardó concedit anualment per la revista especialitzada France Football que distingeix el millor jugador de futbol del món. Se n'han celebrat edicions des del 1956 tot i que entre els anys 2010 i 2015, un acord temporal amb la FIFA va fer que el trofeu es fusionés amb el FIFA World Player i s'entregués en aquest període sota el nom FIFA Pilota d'Or.
Aquest guardó va ser creat l'any 1956 per en Gabriel Hanot i inicialment distingia el millor jugador europeu de futbol. A partir del 1995, distingia el millor futbolista pertanyent a un equip europeu, i a partir del 2007 el millor jugador de futbol del món. L'atorga la revista francesa France Football, i durant el període 2010-2015 el va atorgar també la FIFA, deugut a la fusió amb el FIFA World Player sota el nom de FIFA Pilota d'Or.
El jurat el componien periodistes europeus, cadascun representant un estat, que havien de triar els seus cinc jugadors preferits d'entre el llistat de cinquanta que havia elaborat prèviament la redacció de la revista. El primer jugador escollit per cada periodista rebia cinc punts, mentre que el segon en rebia quatre i així successivament.

## El Trofeu

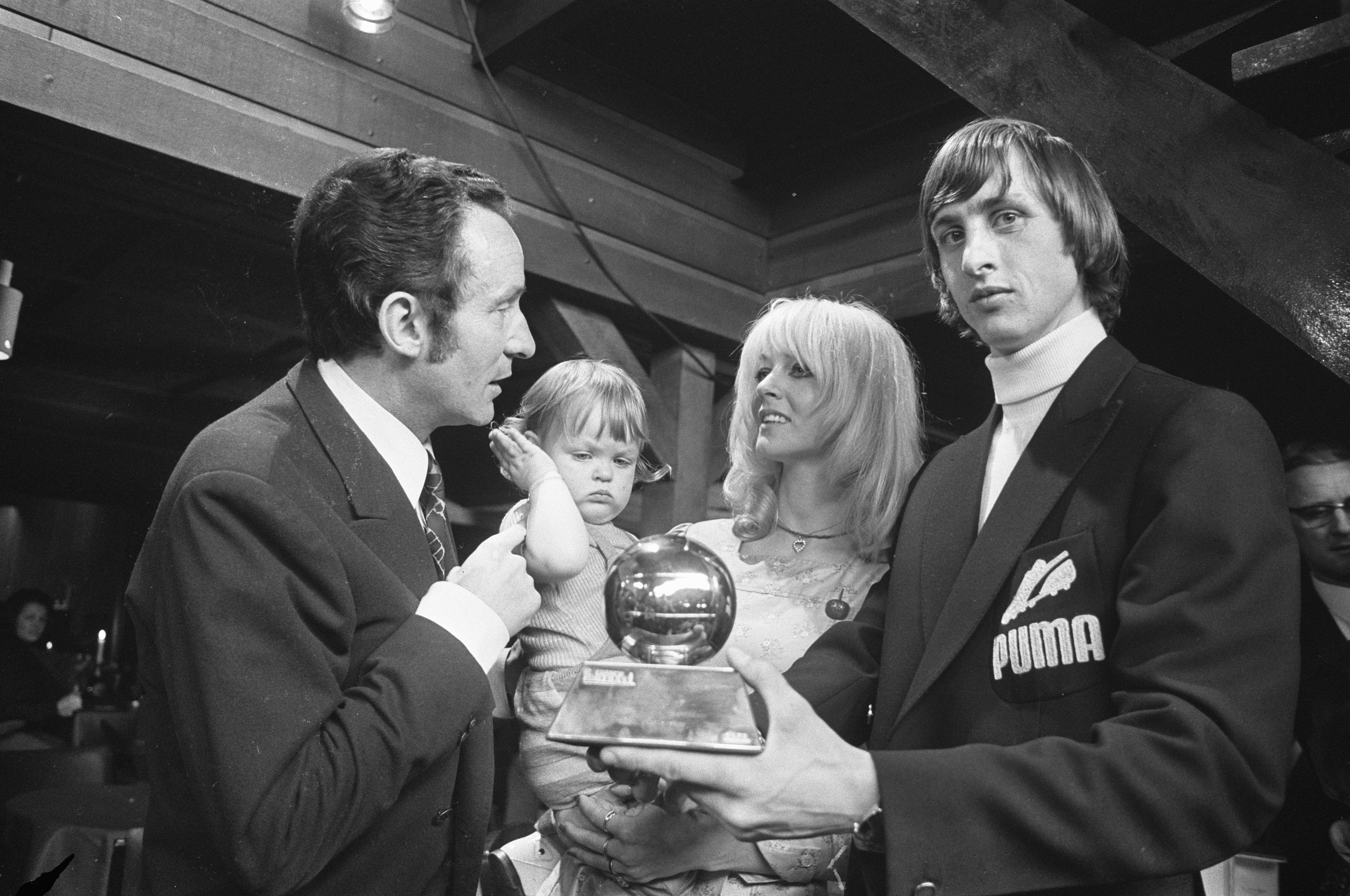
Johan Cruyff, tricampió del guardó

El jurat que elegia al guanyador originalment estava format per 96 periodistes especialitzats, cadascun d'un país diferent, que escollien els seus 5 futbolistes preferits d'una llista que prèviament havia elaborat la redacció de la revista. El primer futbolista escollit per cada periodista rebia 5 punts, mentre que el segon en rebia quatre, i així successivament. Només es concedia un trofeu al primer classificat al còmput global.
Originàriament els periodistes només podien votar a favor de futbolistes europeus, però el 1995 es produí un canvi en el reglament per permetre que els futbolistes no europeus fossin escollits, sempre que militessin en un club europeu. Així, aquell mateix any, el liberià George Weah va ser escollit com a pilota d'or.
A partir del 2007 els futbolistes de qualsevol nacionalitat i de qualsevol club de tot el món van passar a poder ser escollits pel premi. No se celebrava cap mena de cerimònia pública d'entrega del trofeu, sinó que el nom del guanyador es publicava al número del mes de desembre de la revista France Football, a la portada de la qual apareixia el guanyador posant amb el guardó de la Pilota d'Or.
A la modificació de 2007 també s'amplià el nombre de periodistes que podien votar. Fins a aquell moment el premi era designat per 53 periodistes europeus originaris de cadascun dels països de la UEFA, però se n'afegiren 43 més no europeus provinents de països les seleccions nacionals dels quals haguessin disputat com a mínim una fase final d'un Mundial.
Els criteris per votar als jugadors es descriuen a l'article 9 del reglament del guardó. Aquests són: els resultats obtinguts individual i col·lectivament durant l'any en consideració, la classe del jugador (talent + joc net), la seva carrera professional i la personalitat i el seu carisma.
El premi tan sols es concedeix al millor jugador de l'any, així doncs, no existeixen ni la pilota d'argent ni la pilota de bronze com a guardons físics.

### Fusió amb el FIFA World Player
El 5 de juliol del 2010, el premi Pilota d'Or i el premi FIFA World Player es varen unificar a causa d'un acord entre el grup editorial Amaury -propietari del diari France Football- i la FIFA, donant lloc a un sol guardó: el premi FIFA Pilota d'Or. El 2016, després de 6 edicions (2010-2015) el FIFA Pilota d'Or es va dissoldre donant lloc als trofeus Pilota d'Or -atorgada per France Football-, i el Premi The Best FIFA.

## Estadístiques
- Lionel Messi és el jugador de la història que més cops ha guanyat la pilota d'Or, acumulant-ne vuit (2009, 2010, 2011, 2012, 2015, 2019, 2021 i 2023). També ha estat l'únic jugador guardonat per aquest premi de forma consecutiva en quatre ocasions (2009, 2010, 2011 i 2012), i en ocupar el podi de forma continuada durant 9 edicions (durant el període 2009 - 2017, ambdós inclosos).[9][10]
- El club amb més jugadors distingits amb la Pilota d'Or és el Futbol Club Barcelona (12). Els jugadors de nacionalitat neerlandesa i alemanya i portuguesa són els que acumulen més guardons (7).
- Cristiano Ronaldo és el segon jugador en nombre de Pilotes d'Or, acumulant-ne cinc (2008, 2013, 2014, 2016, 2017).
- Tres jugadors van ser capaços de guanyar en 3 ocasions: Johan Cruyff, Marco van Basten i Michel Platini (aquest últim, a més, va fer-ho de manera consecutiva els anys 1983, 1984 i 1985).
- Únicament un porter ha estat capaç de guanyar el guardó, el soviètic Lev Iaixin el 1963; quatre han estat defenses: Franz Beckenbauer (en dues ocasions), Matthias Sammer i Fabio Cannavaro; mentre que la resta de guardonats han estat migcampistes o davanters. El primer futbolista no europeu en guanyar-lo va ser el liberià George Weah el 1995, encara que Alfredo Di Stéfano i Omar Sívori, ambdós nascuts a l'Argentina, van guanyar-lo quan ja tenien la nacionalitat espanyola i italiana respectivament.
- El jugador més jove en ser guardonat és Ronaldo Nazário, amb 21 anys i 3 mesos l'edició del 1997.[11]
- El jugador més veterà en ser guardonat va ser Stanley Matthews el 1956 amb 41 anys.[12]

## Pilotes d'Or especials
La revista France Football ha atorgat dues Pilotes d'Or especials coincidint amb dues dates assenyalades.

### Súper Pilota d'Or
La primera Pilota d'Or especial va ser concedida al jugador Alfredo Di Stéfano al desembre de 1989, sota la denominació de "Súper Pilota d'Or", coincidint amb el trentè aniversari de la revista. Va ser escollit per votació, i la seva candidatura va imposar-se a les de Johan Cruyff i Michel Platini.

### Pilota d'Or Honorífica
La pilota d'Or Honorífica ha estat entregada en dues ocasions a grans jugadors que, com que fins a 1995 només podien optar al premi jugadors amb nacionalitat europea no la van poder guanyar. Aquest guardó especial es va entregar el primer cop coincidint amb el primer any en què la revista francesa concedia la Pilota d'Or a un jugador no europeu, el liberià George Weah.
- Diego Armando Maradona (ARG), el 1995.[14][15]
- Edison Arantes do Nascimento (BRA), més conegut com a Pelé, el 2014.[16]

## Palmarès

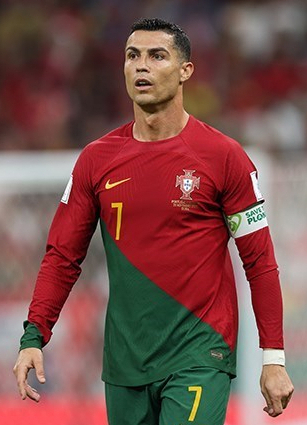
Cristiano Ronaldo ha estat nominat al premi un rècord de divuit cops, i l'ha guanyat en cinc ocasions.

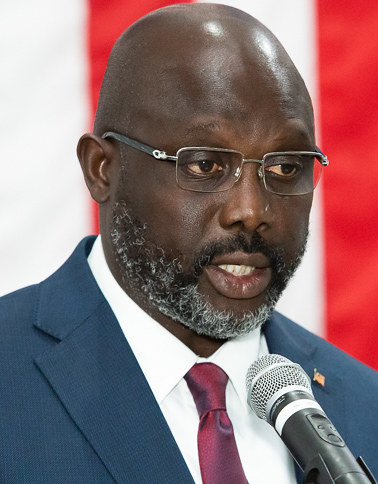
George Weah va ser el primer no europeu, i el primer africà, en guanyar el premi.

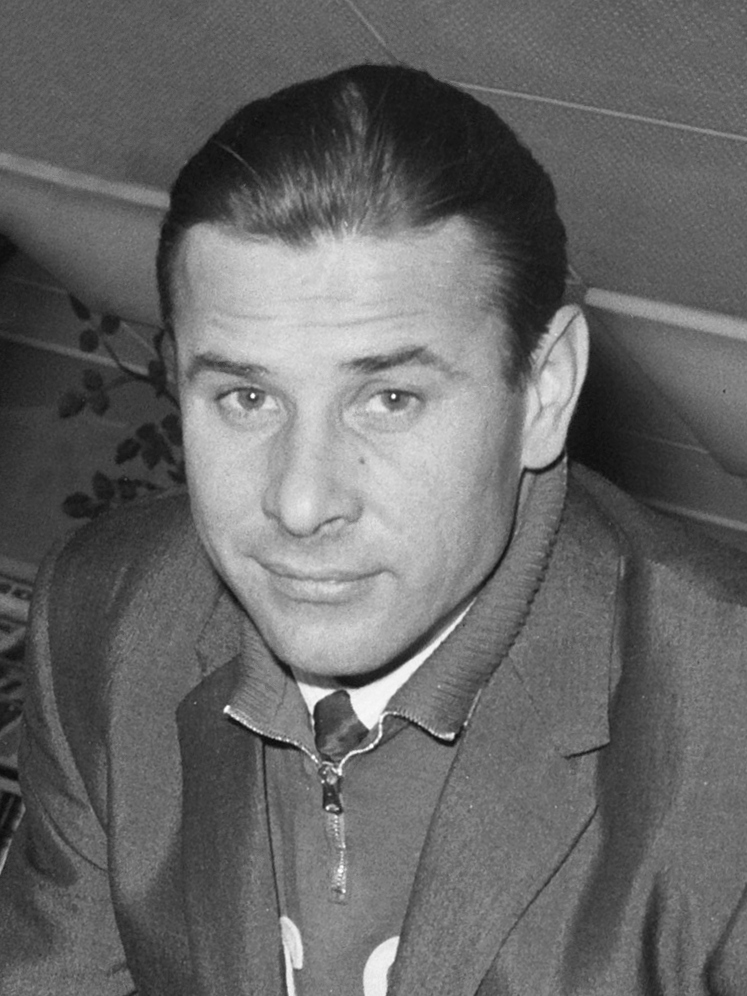
Lev Iaixin és l'únic porter que ha guanyat el premi.

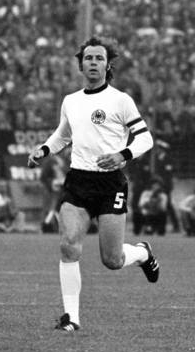
Franz Beckenbauer és l'únic defensa que ha guanyat el premi dos cops.

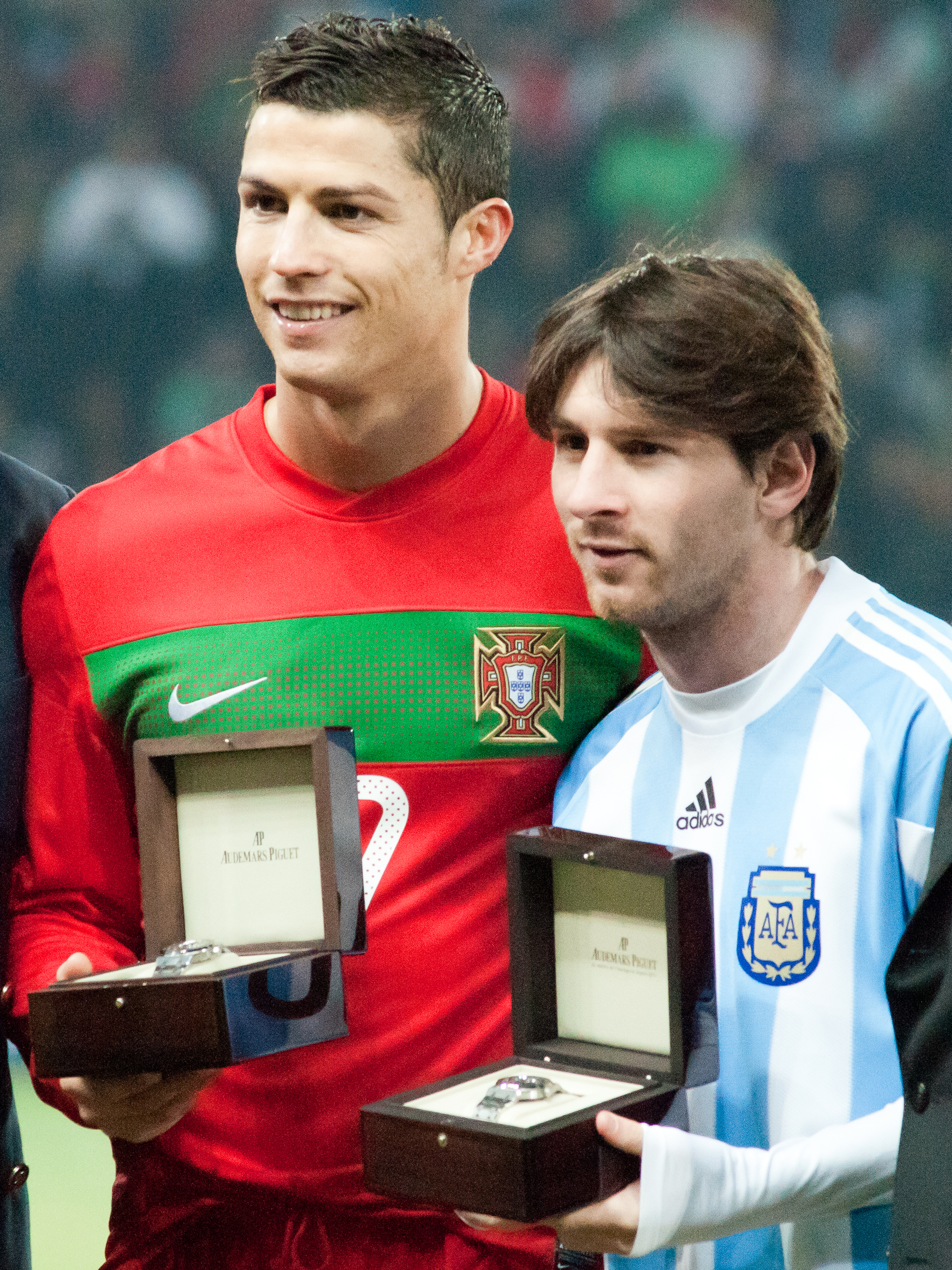
Cristiano Ronaldo and Lionel Messi won 10 consecutive Ballon d'Or trophies between them from 2008 to 2017.

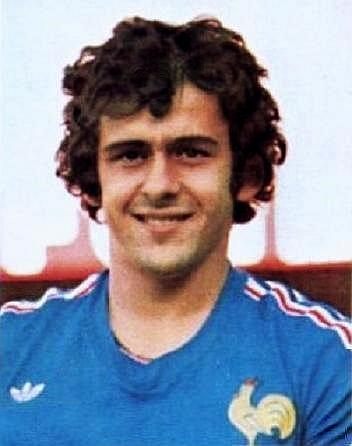
Michel Platini won the award three years running (1983–85).

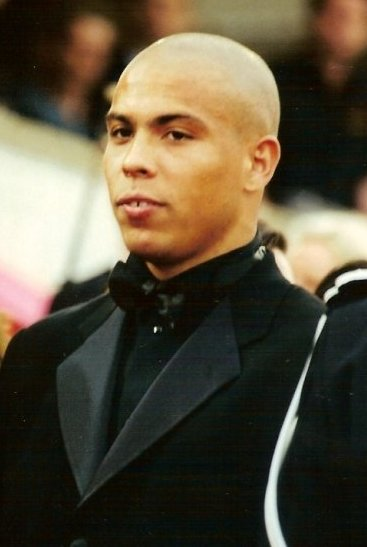
Ronaldo Nazario is the youngest player to win the Ballon d'Or.

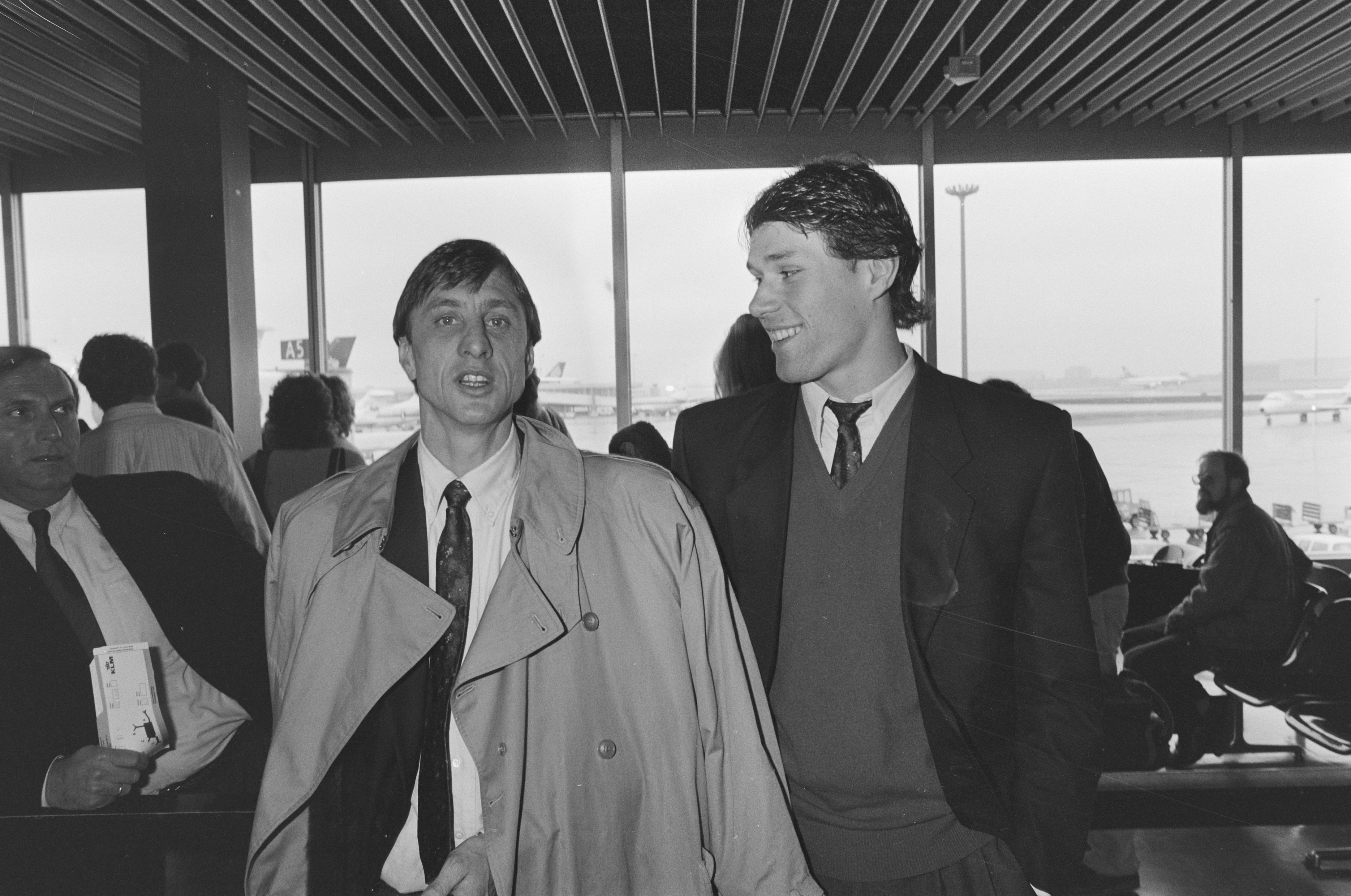
Johan Cruyff (left) and Marco van Basten, both of the Netherlands, each won three times.

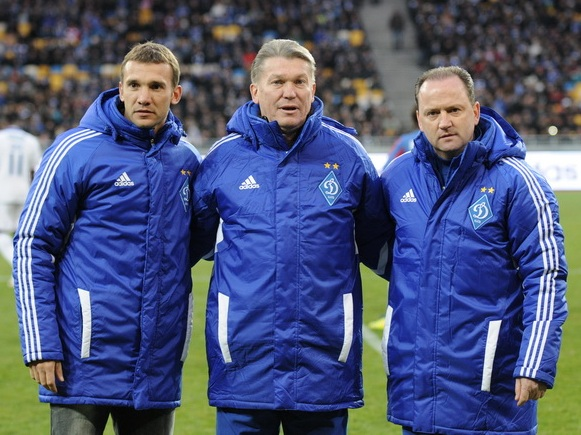
Three Ukrainian players have won the Ballon d'Or: Andriy Shevchenko, Oleg Blokhin, and Igor Belanov.

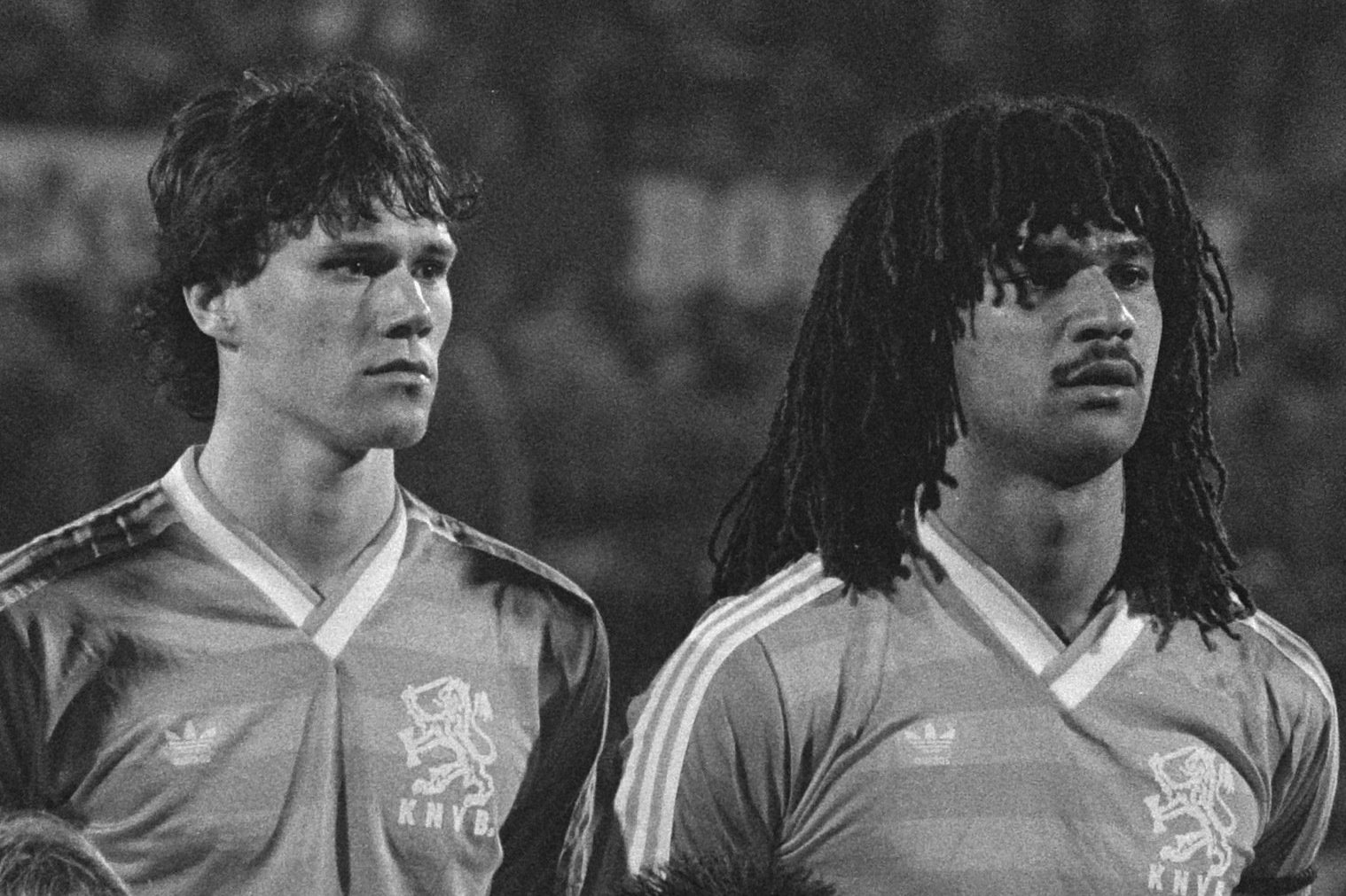
Marco van Basten (left) and Ruud Gullit, teammates for AC Milan and the Netherlands, won in consecutive years from 1987 to 1989.

| doble-daga | Això indica que el jugador guanyador de la Pilota d'Or també va guanyar el Jugador de l'Any de la FIFA o el premi al The Best FIFA Men's Player el mateix any (disponible el 1991-2009 i a partir del 2016) |

| Any                          | Posició                                       | Jugador                                       | Equip                                         | Punts                                         |
| Pilota d'Or (1956–2009)      | Pilota d'Or (1956–2009)                       | Pilota d'Or (1956–2009)                       | Pilota d'Or (1956–2009)                       | Pilota d'Or (1956–2009)                       |
| ---------------------------- | --------------------------------------------- | --------------------------------------------- | --------------------------------------------- | --------------------------------------------- |
| 1956                         | 1r                                            | Stanley Matthews                              | Blackpool FC                                  | 47                                            |
| 1956                         | 2n                                            | Alfredo Di Stéfano                            | Reial Madrid                                  | 44                                            |
| 1956                         | 3r                                            | Raymond Kopa                                  | Reial Madrid                                  | 33                                            |
|                              |                                               |                                               |                                               |                                               |
| 1957                         | 1r                                            | Alfredo Di Stéfano                            | Reial Madrid                                  | 72                                            |
| 1957                         | 2n                                            | Billy Wright                                  | Wolverhampton Wanderers FC                    | 19                                            |
| 1957                         | 3r                                            | Duncan Edwards                                | Manchester United FC                          | 16                                            |
| 1957                         | 3r                                            | Raymond Kopa                                  | Reial Madrid                                  | 16                                            |
|                              |                                               |                                               |                                               |                                               |
| 1958                         | 1r                                            | Raymond Kopa                                  | Reial Madrid                                  | 71                                            |
| 1958                         | 2n                                            | Helmut Rahn                                   | Rot-Weiss Essen                               | 40                                            |
| 1958                         | 3r                                            | Just Fontaine                                 | Reims                                         | 23                                            |
|                              |                                               |                                               |                                               |                                               |
| 1959                         | 1r                                            | Alfredo Di Stéfano                            | Reial Madrid                                  | 80                                            |
| 1959                         | 2n                                            | Raymond Kopa                                  | Reims                                         | 42                                            |
| 1959                         | 3r                                            | John Charles                                  | Juventus                                      | 24                                            |
|                              |                                               |                                               |                                               |                                               |
| 1960                         | 1r                                            | Luis Suárez                                   | FC Barcelona                                  | 54                                            |
| 1960                         | 2n                                            | Ferenc Puskás                                 | Reial Madrid                                  | 37                                            |
| 1960                         | 3r                                            | Uwe Seeler                                    | Hamburger SV                                  | 33                                            |
|                              |                                               |                                               |                                               |                                               |
| 1961                         | 1r                                            | Omar Sívori                                   | Juventus                                      | 46                                            |
| 1961                         | 2n                                            | Luis Suárez                                   | Inter de Milà                                 | 40                                            |
| 1961                         | 3r                                            | Johnny Haynes                                 | Fulham FC                                     | 22                                            |
|                              |                                               |                                               |                                               |                                               |
| 1962                         | 1r                                            | Josef Masopust                                | Dukla Praga                                   | 65                                            |
| 1962                         | 2n                                            | Eusébio                                       | SL Benfica                                    | 53                                            |
| 1962                         | 3r                                            | Karl-Heinz Schnellinger                       | 1. FC Köln                                    | 33                                            |
|                              |                                               |                                               |                                               |                                               |
| 1963                         | 1r                                            | Lev Iaixin                                    | Dynamo Moscow                                 | 73                                            |
| 1963                         | 2n                                            | Gianni Rivera                                 | Milan                                         | 55                                            |
| 1963                         | 3r                                            | Jimmy Greaves                                 | Tottenham Hotspur FC                          | 50                                            |
|                              |                                               |                                               |                                               |                                               |
| 1964                         | 1r                                            | Denis Law                                     | Manchester United FC                          | 61                                            |
| 1964                         | 2n                                            | Luis Suárez                                   | Inter de Milà                                 | 43                                            |
| 1964                         | 3r                                            | Amancio                                       | Reial Madrid                                  | 38                                            |
|                              |                                               |                                               |                                               |                                               |
| 1965                         | 1r                                            | Eusébio                                       | SL Benfica                                    | 67                                            |
| 1965                         | 2n                                            | Giacinto Facchetti                            | Inter de Milà                                 | 59                                            |
| 1965                         | 3r                                            | Luis Suárez                                   | Inter de Milà                                 | 45                                            |
|                              |                                               |                                               |                                               |                                               |
| 1966                         | 1r                                            | Bobby Charlton                                | Manchester United FC                          | 81                                            |
| 1966                         | 2n                                            | Eusébio                                       | SL Benfica                                    | 80                                            |
| 1966                         | 3r                                            | Franz Beckenbauer                             | Bayern de Múnic                               | 59                                            |
|                              |                                               |                                               |                                               |                                               |
| 1967                         | 1r                                            | Flórián Albert                                | Ferencvárosi TC                               | 68                                            |
| 1967                         | 2n                                            | Bobby Charlton                                | Manchester United FC                          | 40                                            |
| 1967                         | 3r                                            | Jimmy Johnstone                               | Celtic FC                                     | 39                                            |
|                              |                                               |                                               |                                               |                                               |
| 1968                         | 1r                                            | George Best                                   | Manchester United FC                          | 61                                            |
| 1968                         | 2n                                            | Bobby Charlton                                | Manchester United FC                          | 53                                            |
| 1968                         | 3r                                            | Dragan Džajić                                 | Estrella Roja de Belgrad                      | 46                                            |
|                              |                                               |                                               |                                               |                                               |
| 1969                         | 1r                                            | Gianni Rivera                                 | Milan                                         | 83                                            |
| 1969                         | 2n                                            | Gigi Riva                                     | Cagliari Calcio                               | 79                                            |
| 1969                         | 3r                                            | Gerd Müller                                   | Bayern de Múnic                               | 38                                            |
|                              |                                               |                                               |                                               |                                               |
| 1970                         | 1r                                            | Gerd Müller                                   | Bayern de Múnic                               | 77                                            |
| 1970                         | 2n                                            | Bobby Moore                                   | West Ham United FC                            | 70                                            |
| 1970                         | 3r                                            | Gigi Riva                                     | Cagliari Calcio                               | 65                                            |
|                              |                                               |                                               |                                               |                                               |
| 1971                         | 1r                                            | Johan Cruyff                                  | AFC Ajax                                      | 116                                           |
| 1971                         | 2n                                            | Sandro Mazzola                                | Inter de Milà                                 | 57                                            |
| 1971                         | 3r                                            | George Best                                   | Manchester United FC                          | 56                                            |
|                              |                                               |                                               |                                               |                                               |
| 1972                         | 1r                                            | Franz Beckenbauer                             | Bayern de Múnic                               | 81                                            |
| 1972                         | 2n                                            | Gerd Müller                                   | Bayern de Múnic                               | 79                                            |
| 1972                         | 2n                                            | Günter Netzer                                 | Borussia Mönchengladbach                      | 79                                            |
|                              |                                               |                                               |                                               |                                               |
| 1973                         | 1r                                            | Johan Cruyff                                  | FC Barcelona                                  | 96                                            |
| 1973                         | 2n                                            | Dino Zoff                                     | Juventus                                      | 47                                            |
| 1973                         | 3r                                            | Gerd Müller                                   | Bayern de Múnic                               | 44                                            |
|                              |                                               |                                               |                                               |                                               |
| 1974                         | 1r                                            | Johan Cruyff                                  | FC Barcelona                                  | 116                                           |
| 1974                         | 2n                                            | Franz Beckenbauer                             | Bayern de Múnic                               | 105                                           |
| 1974                         | 3r                                            | Kazimierz Deyna                               | Legia Varsòvia                                | 35                                            |
|                              |                                               |                                               |                                               |                                               |
| 1975                         | 1r                                            | Oleg Blokhin                                  | FC Dinamo de Kíev                             | 122                                           |
| 1975                         | 2n                                            | Franz Beckenbauer                             | Bayern de Múnic                               | 42                                            |
| 1975                         | 3r                                            | Johan Cruyff                                  | FC Barcelona                                  | 27                                            |
|                              |                                               |                                               |                                               |                                               |
| 1976                         | 1r                                            | Franz Beckenbauer                             | Bayern de Múnic                               | 91                                            |
| 1976                         | 2n                                            | Rob Rensenbrink                               | RSC Anderlecht                                | 75                                            |
| 1976                         | 3r                                            | Ivo Viktor                                    | Dukla Praga                                   | 52                                            |
|                              |                                               |                                               |                                               |                                               |
| 1977                         | 1r                                            | Allan Simonsen                                | Borussia Mönchengladbach                      | 74                                            |
| 1977                         | 2n                                            | Kevin Keegan                                  | Hamburger SV                                  | 71                                            |
| 1977                         | 3r                                            | Michel Platini                                | AS Nancy                                      | 70                                            |
|                              |                                               |                                               |                                               |                                               |
| 1978                         | 1r                                            | Kevin Keegan                                  | Hamburger SV                                  | 87                                            |
| 1978                         | 2n                                            | Hans Krankl                                   | FC Barcelona                                  | 81                                            |
| 1978                         | 3r                                            | Rob Rensenbrink                               | RSC Anderlecht                                | 50                                            |
|                              |                                               |                                               |                                               |                                               |
| 1979                         | 1r                                            | Kevin Keegan                                  | Hamburger SV                                  | 118                                           |
| 1979                         | 2n                                            | Karl-Heinz Rummenigge                         | Bayern de Múnic                               | 52                                            |
| 1979                         | 3r                                            | Ruud Krol                                     | AFC Ajax                                      | 41                                            |
|                              |                                               |                                               |                                               |                                               |
| 1980                         | 1r                                            | Karl-Heinz Rummenigge                         | Bayern de Múnic                               | 122                                           |
| 1980                         | 2n                                            | Bernd Schuster                                | FC Barcelona                                  | 34                                            |
| 1980                         | 3r                                            | Michel Platini                                | AS Saint-Étienne                              | 33                                            |
|                              |                                               |                                               |                                               |                                               |
| 1981                         | 1r                                            | Karl-Heinz Rummenigge                         | Bayern de Múnic                               | 106                                           |
| 1981                         | 2n                                            | Paul Breitner                                 | Bayern de Múnic                               | 64                                            |
| 1981                         | 3r                                            | Bernd Schuster                                | FC Barcelona                                  | 39                                            |
|                              |                                               |                                               |                                               |                                               |
| 1982                         | 1r                                            | Paolo Rossi                                   | Juventus                                      | 115                                           |
| 1982                         | 2n                                            | Alain Giresse                                 | FC Girondins de Bordeus                       | 64                                            |
| 1982                         | 3r                                            | Zbigniew Boniek                               | Juventus                                      | 39                                            |
|                              |                                               |                                               |                                               |                                               |
| 1983                         | 1r                                            | Michel Platini                                | Juventus                                      | 110                                           |
| 1983                         | 2n                                            | Kenny Dalglish                                | Liverpool FC                                  | 26                                            |
| 1983                         | 3r                                            | Allan Simonsen                                | Vejle                                         | 25                                            |
|                              |                                               |                                               |                                               |                                               |
| 1984                         | 1r                                            | Michel Platini                                | Juventus                                      | 110                                           |
| 1984                         | 2n                                            | Jean Tigana                                   | FC Girondins de Bordeus                       | 57                                            |
| 1984                         | 3r                                            | Preben Elkjær                                 | Hellas Verona                                 | 48                                            |
|                              |                                               |                                               |                                               |                                               |
| 1985                         | 1r                                            | Michel Platini                                | Juventus                                      | 127                                           |
| 1985                         | 2n                                            | Preben Elkjær                                 | Hellas Verona                                 | 71                                            |
| 1985                         | 3r                                            | Bernd Schuster                                | FC Barcelona                                  | 46                                            |
|                              |                                               |                                               |                                               |                                               |
| 1986                         | 1r                                            | Igor Belanov                                  | FC Dinamo de Kíev                             | 84                                            |
| 1986                         | 2n                                            | Gary Lineker                                  | FC Barcelona                                  | 62                                            |
| 1986                         | 3r                                            | Emilio Butragueño                             | Reial Madrid                                  | 59                                            |
|                              |                                               |                                               |                                               |                                               |
| 1987                         | 1r                                            | Ruud Gullit                                   | Milan                                         | 106                                           |
| 1987                         | 2n                                            | Paulo Futre                                   | Atlètic de Madrid                             | 91                                            |
| 1987                         | 3r                                            | Emilio Butragueño                             | Reial Madrid                                  | 61                                            |
|                              |                                               |                                               |                                               |                                               |
| 1988                         | 1r                                            | Marco van Basten                              | Milan                                         | 129                                           |
| 1988                         | 2n                                            | Ruud Gullit                                   | Milan                                         | 88                                            |
| 1988                         | 3r                                            | Frank Rijkaard                                | Milan                                         | 45                                            |
|                              |                                               |                                               |                                               |                                               |
| 1989                         | 1r                                            | Marco van Basten                              | Milan                                         | 129                                           |
| 1989                         | 2n                                            | Franco Baresi                                 | Milan                                         | 80                                            |
| 1989                         | 3r                                            | Frank Rijkaard                                | Milan                                         | 43                                            |
|                              |                                               |                                               |                                               |                                               |
| 1990                         | 1r                                            | Lothar Matthäus                               | Inter de Milà                                 | 137                                           |
| 1990                         | 2n                                            | Salvatore Schillaci                           | Juventus                                      | 84                                            |
| 1990                         | 3r                                            | Andreas Brehme                                | Inter de Milà                                 | 68                                            |
|                              |                                               |                                               |                                               |                                               |
| 1991                         | 1r                                            | Jean-Pierre Papin                             | Olympique de Marsella                         | 141                                           |
| 1991                         | 2n                                            | Dejan Savićević                               | Estrella Roja de Belgrad                      | 42                                            |
| 1991                         | 2n                                            | Darko Pančev                                  | Estrella Roja de Belgrad                      | 42                                            |
| 1991                         | 2n                                            | Lothar Matthäus                               | Inter de Milà                                 | 42                                            |
|                              |                                               |                                               |                                               |                                               |
| 1992                         | 1r                                            | Marco van Basten                              | Milan                                         | 98                                            |
| 1992                         | 2n                                            | Hristo Stoítxkov                              | FC Barcelona                                  | 80                                            |
| 1992                         | 3r                                            | Dennis Bergkamp                               | AFC Ajax                                      | 53                                            |
|                              |                                               |                                               |                                               |                                               |
| 1993                         | 1r                                            | Roberto Baggio                                | Juventus                                      | 142                                           |
| 1993                         | 2n                                            | Dennis Bergkamp                               | Inter de Milà                                 | 83                                            |
| 1993                         | 3r                                            | Eric Cantona                                  | Manchester United FC                          | 34                                            |
|                              |                                               |                                               |                                               |                                               |
| 1994                         | 1r                                            | Hristo Stoítxkov                              | FC Barcelona                                  | 210                                           |
| 1994                         | 2n                                            | Roberto Baggio                                | Juventus                                      | 136                                           |
| 1994                         | 3r                                            | Paolo Maldini                                 | Milan                                         | 109                                           |
|                              |                                               |                                               |                                               |                                               |
| 1995                         | 1r                                            | George Weah                                   | Milan                                         | 144                                           |
| 1995                         | 2n                                            | Jürgen Klinsmann                              | Bayern de Múnic                               | 108                                           |
| 1995                         | 3r                                            | Jari Litmanen                                 | AFC Ajax                                      | 67                                            |
|                              |                                               |                                               |                                               |                                               |
| 1996                         | 1r                                            | Matthias Sammer                               | Borussia Dortmund                             | 144                                           |
| 1996                         | 2n                                            | Ronaldo                                       | FC Barcelona                                  | 143                                           |
| 1996                         | 3r                                            | Alan Shearer                                  | Newcastle United FC                           | 107                                           |
|                              |                                               |                                               |                                               |                                               |
| 1997                         | 1r                                            | Ronaldo                                       | Inter de Milà                                 | 222                                           |
| 1997                         | 2n                                            | Predrag Mijatović                             | Reial Madrid                                  | 68                                            |
| 1997                         | 3r                                            | Zinédine Zidane                               | Juventus                                      | 63                                            |
|                              |                                               |                                               |                                               |                                               |
| 1998                         | 1r                                            | Zinédine Zidane                               | Juventus                                      | 244                                           |
| 1998                         | 2n                                            | Davor Šuker                                   | Reial Madrid                                  | 68                                            |
| 1998                         | 3r                                            | Ronaldo                                       | Inter de Milà                                 | 66                                            |
|                              |                                               |                                               |                                               |                                               |
| 1999                         | 1r                                            | Rivaldo                                       | FC Barcelona                                  | 219                                           |
| 1999                         | 2n                                            | David Beckham                                 | Manchester United FC                          | 154                                           |
| 1999                         | 3r                                            | Andriy Shevchenko                             | Milan                                         | 64                                            |
|                              |                                               |                                               |                                               |                                               |
| 2000                         | 1r                                            | Luís Figo                                     | Reial Madrid                                  | 197                                           |
| 2000                         | 2n                                            | Zinédine Zidane                               | Juventus                                      | 181                                           |
| 2000                         | 3r                                            | Andriy Shevchenko                             | Milan                                         | 85                                            |
|                              |                                               |                                               |                                               |                                               |
| 2001                         | 1r                                            | Michael Owen                                  | Liverpool FC                                  | 176                                           |
| 2001                         | 2n                                            | Raúl                                          | Reial Madrid                                  | 140                                           |
| 2001                         | 3r                                            | Oliver Kahn                                   | Bayern de Múnic                               | 114                                           |
|                              |                                               |                                               |                                               |                                               |
| 2002                         | 1r                                            | Ronaldo                                       | Reial Madrid                                  | 169                                           |
| 2002                         | 2n                                            | Roberto Carlos                                | Reial Madrid                                  | 145                                           |
| 2002                         | 3r                                            | Oliver Kahn                                   | Bayern de Múnic                               | 110                                           |
|                              |                                               |                                               |                                               |                                               |
| 2003                         | 1r                                            | Pavel Nedvěd                                  | Juventus                                      | 190                                           |
| 2003                         | 2n                                            | Thierry Henry                                 | Arsenal FC                                    | 128                                           |
| 2003                         | 3r                                            | Paolo Maldini                                 | Milan                                         | 123                                           |
|                              |                                               |                                               |                                               |                                               |
| 2004                         | 1r                                            | Andriy Shevchenko                             | Milan                                         | 175                                           |
| 2004                         | 2n                                            | Deco                                          | FC Barcelona                                  | 139                                           |
| 2004                         | 3r                                            | Ronaldinho                                    | FC Barcelona                                  | 133                                           |
|                              |                                               |                                               |                                               |                                               |
| 2005                         | 1r                                            | Ronaldinho                                    | FC Barcelona                                  | 225                                           |
| 2005                         | 2n                                            | Frank Lampard                                 | Chelsea FC                                    | 148                                           |
| 2005                         | 3r                                            | Steven Gerrard                                | Liverpool FC                                  | 142                                           |
|                              |                                               |                                               |                                               |                                               |
| 2006                         | 1r                                            | Fabio Cannavaro                               | Reial Madrid                                  | 173                                           |
| 2006                         | 2n                                            | Gianluigi Buffon                              | Juventus                                      | 124                                           |
| 2006                         | 3r                                            | Thierry Henry                                 | Arsenal FC                                    | 121                                           |
|                              |                                               |                                               |                                               |                                               |
| 2007                         | 1r                                            | Kaká                                          | Milan                                         | 444                                           |
| 2007                         | 2n                                            | Cristiano Ronaldo                             | Manchester United FC                          | 277                                           |
| 2007                         | 3r                                            | Lionel Messi                                  | FC Barcelona                                  | 255                                           |
|                              |                                               |                                               |                                               |                                               |
| 2008                         | 1r                                            | Cristiano Ronaldo                             | Manchester United FC                          | 446                                           |
| 2008                         | 2n                                            | Lionel Messi                                  | FC Barcelona                                  | 281                                           |
| 2008                         | 3r                                            | Fernando Torres                               | Liverpool FC                                  | 179                                           |
|                              |                                               |                                               |                                               |                                               |
| 2009                         | 1r                                            | Lionel Messi                                  | FC Barcelona                                  | 473                                           |
| 2009                         | 2n                                            | Cristiano Ronaldo                             | Reial Madrid                                  | 233                                           |
| 2009                         | 3r                                            | Xavi                                          | FC Barcelona                                  | 170                                           |
| FIFA Pilota d'Or (2010–2015) |                                               |                                               |                                               |                                               |
| 2010                         | 1r                                            | Lionel Messi                                  | FC Barcelona                                  | 22.65%                                        |
| 2010                         | 2n                                            | Andrés Iniesta                                | FC Barcelona                                  | 17.36%                                        |
| 2010                         | 3r                                            | Xavi                                          | FC Barcelona                                  | 16.48%                                        |
|                              |                                               |                                               |                                               |                                               |
| 2011                         | 1r                                            | Lionel Messi                                  | FC Barcelona                                  | 47.88%                                        |
| 2011                         | 2n                                            | Cristiano Ronaldo                             | Reial Madrid                                  | 21.60%                                        |
| 2011                         | 3r                                            | Xavi                                          | FC Barcelona                                  | 9.23%                                         |
|                              |                                               |                                               |                                               |                                               |
| 2012                         | 1r                                            | Lionel Messi                                  | FC Barcelona                                  | 41.60%                                        |
| 2012                         | 2n                                            | Cristiano Ronaldo                             | Reial Madrid                                  | 23.68%                                        |
| 2012                         | 3r                                            | Andrés Iniesta                                | FC Barcelona                                  | 10.91%                                        |
|                              |                                               |                                               |                                               |                                               |
| 2013                         | 1r                                            | Cristiano Ronaldo                             | Reial Madrid                                  | 27.99%                                        |
| 2013                         | 2n                                            | Lionel Messi                                  | FC Barcelona                                  | 24.72%                                        |
| 2013                         | 3r                                            | Franck Ribéry                                 | Bayern de Múnic                               | 23.36%                                        |
|                              |                                               |                                               |                                               |                                               |
| 2014                         | 1r                                            | Cristiano Ronaldo                             | Reial Madrid                                  | 37.66%                                        |
| 2014                         | 2n                                            | Lionel Messi                                  | FC Barcelona                                  | 15.76%                                        |
| 2014                         | 3r                                            | Manuel Neuer                                  | Bayern de Múnic                               | 15.72%                                        |
|                              |                                               |                                               |                                               |                                               |
| 2015                         | 1r                                            | Lionel Messi                                  | FC Barcelona                                  | 41.33%                                        |
| 2015                         | 2n                                            | Cristiano Ronaldo                             | Reial Madrid                                  | 27.76%                                        |
| 2015                         | 3r                                            | Neymar                                        | FC Barcelona                                  | 7.86%                                         |
| Pilota d'Or (2016–present)   |                                               |                                               |                                               |                                               |
| 2016                         | 1r                                            | Cristiano Ronaldo                             | Reial Madrid                                  | 745                                           |
| 2016                         | 2n                                            | Lionel Messi                                  | FC Barcelona                                  | 316                                           |
| 2016                         | 3r                                            | Antoine Griezmann                             | Atlètic de Madrid                             | 198                                           |
|                              |                                               |                                               |                                               |                                               |
| 2017                         | 1r                                            | Cristiano Ronaldo                             | Reial Madrid                                  | 946                                           |
| 2017                         | 2n                                            | Lionel Messi                                  | FC Barcelona                                  | 670                                           |
| 2017                         | 3r                                            | Neymar                                        | Paris Saint-Germain FC                        | 361                                           |
|                              |                                               |                                               |                                               |                                               |
| 2018                         | 1r                                            | Luka Modrić                                   | Reial Madrid                                  | 753                                           |
| 2018                         | 2n                                            | Cristiano Ronaldo                             | Juventus                                      | 476                                           |
| 2018                         | 3r                                            | Antoine Griezmann                             | Atlètic de Madrid                             | 414                                           |
|                              |                                               |                                               |                                               |                                               |
| 2019                         | 1r                                            | Lionel Messi                                  | FC Barcelona                                  | 686                                           |
| 2019                         | 2n                                            | Virgil van Dijk                               | Liverpool FC                                  | 679                                           |
| 2019                         | 3r                                            | Cristiano Ronaldo                             | Juventus                                      | 476                                           |
|                              |                                               |                                               |                                               |                                               |
| 2020                         | Cancel·lat a causa de la pandèmia de COVID-19 | Cancel·lat a causa de la pandèmia de COVID-19 | Cancel·lat a causa de la pandèmia de COVID-19 | Cancel·lat a causa de la pandèmia de COVID-19 |
|                              |                                               |                                               |                                               |                                               |
| 2021                         | 1r                                            | Lionel Messi                                  | Paris Saint-Germain FC                        | 613                                           |
| 2021                         | 2n                                            | Robert Lewandowski                            | Bayern de Múnic                               | 580                                           |
| 2021                         | 3r                                            | Jorginho                                      | Chelsea FC                                    | 460                                           |
|                              |                                               |                                               |                                               |                                               |
| 2022                         | 1r                                            | Karim Benzema                                 | Reial Madrid                                  | 549                                           |
| 2022                         | 2n                                            | Sadio Mané                                    | Liverpool FC                                  | 193                                           |
| 2022                         | 3r                                            | Kevin De Bruyne                               | Manchester City FC                            | 175                                           |
|                              |                                               |                                               |                                               |                                               |
| 2023                         | 1r                                            | Lionel Messi                                  | Inter Miami                                   | 462                                           |
| 2023                         | 2n                                            | Erling Haaland                                | Manchester City FC                            | 357                                           |
| 2023                         | 3r                                            | Kylian Mbappé                                 | Paris Saint-Germain FC                        | 270                                           |
|                              |                                               |                                               |                                               |                                               |
| 2024                         | 1r                                            | Rodri Hernández                               | Manchester City FC                            | 1170                                          |
| 2024                         | 2n                                            | Vinícius Júnior                               | Reial Madrid                                  | 1129                                          |
| 2024                         | 3r                                            | Jude Bellingham                               | Reial Madrid                                  | 917                                           |

1. ↑  Kopa va ser contractat pel Real Madrid des del Reims a meitat de 1956.
2. ↑  Born in Argentina, Di Stéfano acquired Spanish citizenship in 1956 and went on to play for the Spanish national team.
3. ↑  Kopa va ser contractat pel Reims des del Reial Madrid a meitat de 1959.
4. ↑  Born in Argentina, Sívori acquired Italian citizenship in 1961 and went on to play for the Italian national team.
5. ↑  Luis Suárez va ser contractat per l'Inter de Milà des del Barcelona a meitat de 1961.
6. ↑  Cruyff va ser contractat pel FC Barcelona des del AFC Ajax a meitat de 1973.
7. ↑  Keegan va ser contractat pel Hamburger SV des del Liverpool FC a meitat de 1977.
8. ↑  Krankl va ser contractat pel FC Barcelona des del Rapid Viena a meitat de 1978.
9. ↑  Schuster va ser contractat pel FC Barcelona des del 1. FC Köln a meitat de 1980.
10. ↑  Boniek va ser contractat pel Juventus des del Widzew Łódź a meitat de 1982.
11. ↑  Simonsen va ser contractat pel Vejle des del Charlton Athletic FC a meitat de 1983.
12. ↑  Elkjær va ser contractat pel Hellas Verona des del Lokeren a meitat de 1984.
13. ↑  Lineker va ser contractat pel FC Barcelona des del Everton FC a meitat de 1986.
14. ↑  Gullit va ser contractat pel Milan des del PSV Eindhoven a meitat de 1987.
15. ↑  Futre va ser contractat pel Atlético de Madrid des del FC Porto a meitat de 1987.
16. ↑  Rijkaard va ser contractat pel Milan des del Reial Saragossa a meitat de 1988.
17. ↑  Bergkamp va ser contractat per l'Inter de Milà des del AFC Ajax a meitat de 1993.
18. ↑  Weah va ser contractat pel Milan des del Paris Saint-Germain FC a meitat de 1995.
19. ↑  Klinsmann va ser contractat pel Bayern Munich des del Tottenham Hotspur FC a meitat de 1995.
20. ↑  Ronaldo va ser contractat pel FC Barcelona des del PSV Eindhoven a meitat de 1996.
21. ↑  Shearer va ser contractat pel Newcastle United des del Blackburn Rovers FC a meitat de 1996.
22. ↑  Ronaldo va ser contractat per l'Inter de Milà des del FC Barcelona a meitat de 1997.
23. ↑  Shevchenko va ser contractat pel Milan des del FC Dinamo de Kíev a meitat de 1999.
24. ↑  Figo va ser contractat pel Real Madrid des del FC Barcelona a meitat de 2000.
25. ↑  Ronaldo va ser contractat pel Real Madrid des del Inter de Milà a meitat de 2002.
26. ↑  Deco va ser contractat pel FC Barcelona des del FC Porto a meitat de 2004.
27. ↑  Cannavaro va ser contractat pel Real Madrid des del Juventus a meitat de 2006.
28. ↑  Cristiano Ronaldo va ser contractat pel Real Madrid des del Manchester United FC a meitat de 2009.
29. ↑  Neymar va ser contractat pel Paris Saint-Germain des del FC Barcelona a meitat de 2017.
30. ↑  Cristiano Ronaldo va ser contractat pel Juventus des del Reial Madrid a meitat de 2018.
31. ↑  Messi va ser contractat pel Paris Saint-Germain des del FC Barcelona a meitat de 2021.
32. ↑  Messi va ser contractat pel Inter Miami des del Paris Saint-Germain FC a meitat de 2023.

### Jugadors amb més trofeus

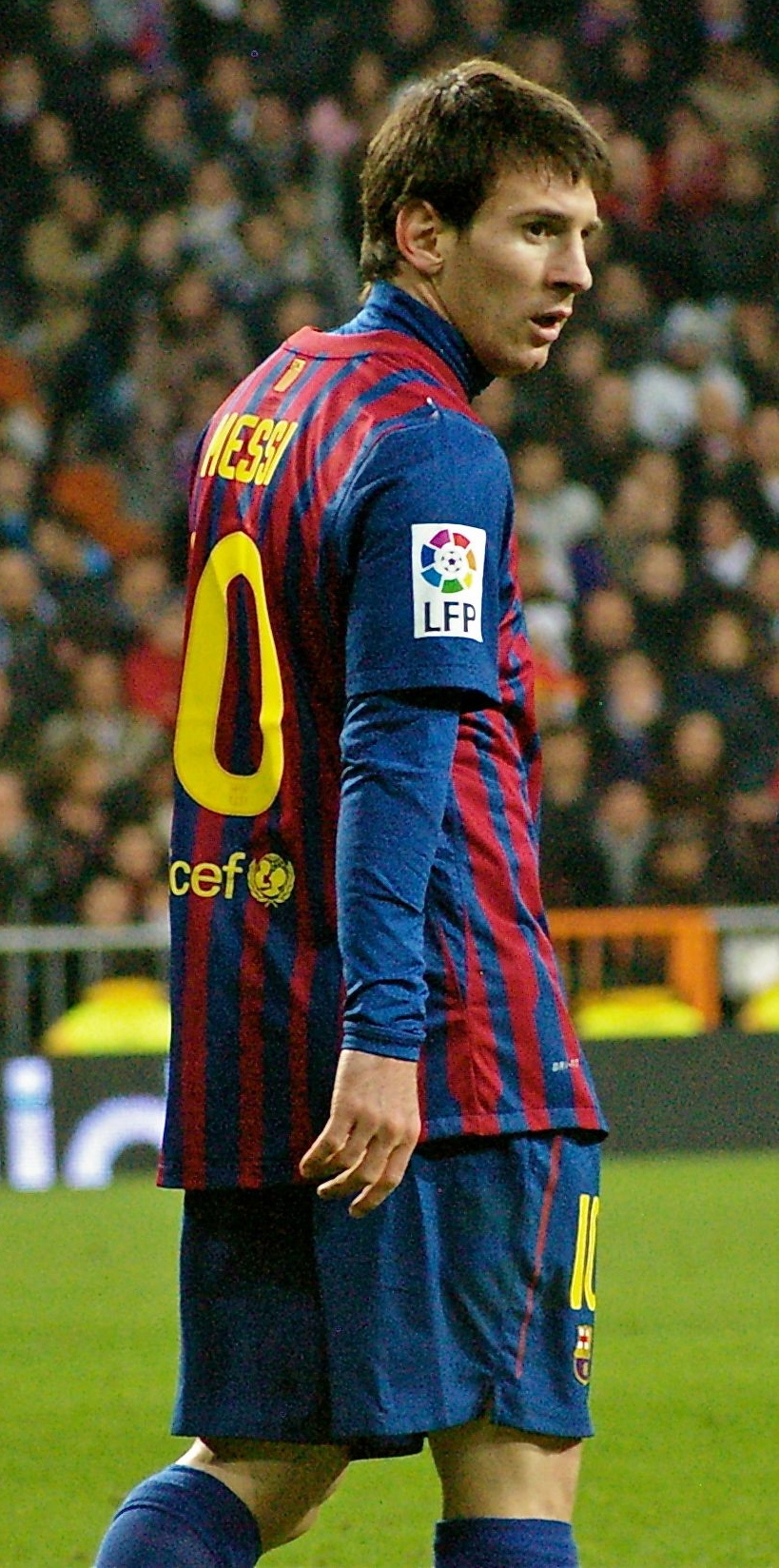
Lionel Messi, vuit vegades guanyador del guardó

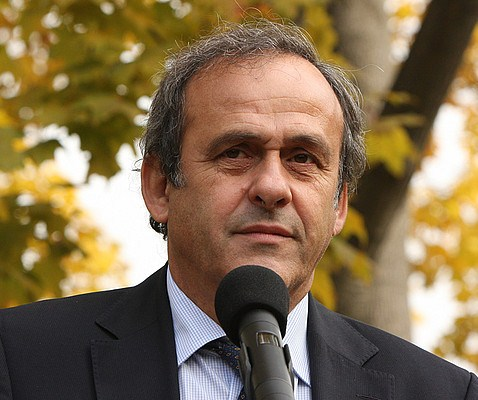
Michel Platini, tricampió del guardó

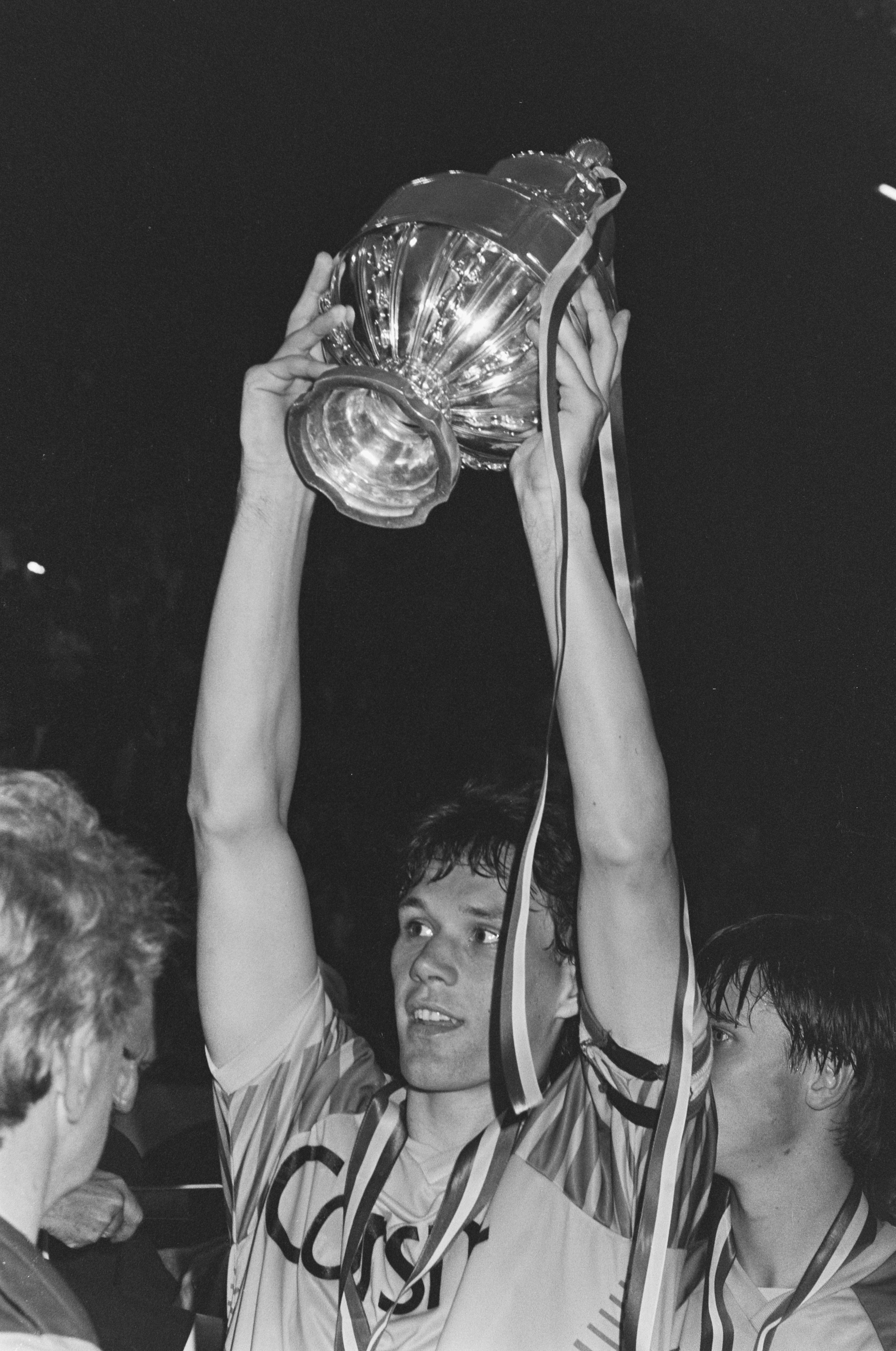
Marco van Basten, tricampió del guardó

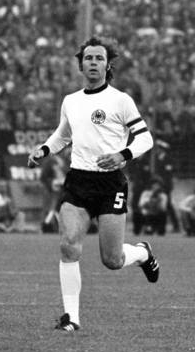
Franz Beckenbauer, doble guanyador del guardó

| Jugador               | Total | Anys                                           |
| --------------------- | ----- | ---------------------------------------------- |
| Lionel Messi          | 8     | 2009, 2010, 2011, 2012, 2015, 2019, 2021, 2023 |
| Cristiano Ronaldo     | 5     | 2008, 2013, 2014, 2016, 2017                   |
| Johan Cruyff          | 3     | 1971, 1973, 1974                               |
| Michel Platini        | 3     | 1983, 1984, 1985                               |
| Marco van Basten      | 3     | 1988, 1989, 1992                               |
| Alfredo Di Stéfano    | 2     | 1957, 1959                                     |
| Franz Beckenbauer     | 2     | 1972, 1976                                     |
| Kevin Keegan          | 2     | 1978, 1979                                     |
| Karl-Heinz Rummenigge | 2     | 1980, 1981                                     |
| Ronaldo               | 2     | 1997, 2002                                     |

### Classificació per clubs
| Equip                      | Cops primer                                                                 | Cops segon                                                                  | Cops tercer                                                     | Total podis |
| -------------------------- | --------------------------------------------------------------------------- | --------------------------------------------------------------------------- | --------------------------------------------------------------- | ----------- |
| FC Barcelona               | 12 (1960, 1973, 1974, 1994, 1999, 2005, 2009, 2010, 2011, 2012, 2015, 2019) | 12 (1978, 1980, 1986, 1992, 1996, 2004, 2008, 2010, 2013, 2014, 2016, 2017) | 10 (1975, 1981, 1985, 2004, 2007, 2009, 2010, 2011, 2012, 2015) | 34          |
| Reial Madrid CF            | 12 (1957, 1958, 1959, 2000, 2002, 2006, 2013, 2014, 2016, 2017, 2018, 2022) | 12 (1956, 1959, 1960, 1997, 1998, 2001, 2002, 2009, 2011, 2012, 2015, 2024) | 6 (1956, 1957, 1964, 1986, 1987, 2024)                          | 30          |
| Juventus FC                | 8 (1961, 1982, 1983, 1984, 1985, 1993, 1998, 2003)                          | 6 (1973, 1990, 1994, 2000, 2006, 2018)                                      | 4 (1959, 1982, 1997, 2019)                                      | 18          |
| AC Milan                   | 8 (1969, 1987, 1988, 1989, 1992, 1995, 2004, 2007)                          | 3 (1963, 1988, 1989)                                                        | 6 (1988, 1989, 1994, 1999, 2000, 2003)                          | 17          |
| FC Bayern de Múnic         | 5 (1970, 1972, 1976, 1980, 1981)                                            | 7 (1972, 1974, 1975, 1979, 1981, 1995, 2021)                                | 6 (1966, 1969, 1973, 2001, 2002, 2013)                          | 18          |
| Manchester United FC       | 4 (1964, 1966, 1968, 2008)                                                  | 4 (1967, 1968, 1999, 2007)                                                  | 3 (1957, 1971, 1993)                                            | 11          |
| FC Internazionale Milano   | 2 (1990, 1997)                                                              | 6 (1961, 1964, 1965, 1971, 1991, 1993)                                      | 3 (1965, 1990, 1998)                                            | 11          |
| Hamburger SV               | 2 (1978, 1979)                                                              | 1 (1977)                                                                    | 1 (1960)                                                        | 4           |
| FC Dinamo de Kíev          | 2 (1975, 1986)                                                              | 0                                                                           | 0                                                               | 2           |
| SL Benfica                 | 1 (1965)                                                                    | 2 (1962, 1966)                                                              | 0                                                               | 3           |
| Liverpool FC               | 1 (2001)                                                                    | 3 (1983, 2019, 2022)                                                        | 2 (2005, 2008)                                                  | 6           |
| Manchester City            | 1 (2024)                                                                    | 1 (2023)                                                                    | 1 (2022)                                                        | 3           |
| Borussia Mönchengladbach   | 1 (1977)                                                                    | 1 (1972)                                                                    | 0                                                               | 2           |
| AFC Ajax                   | 1 (1971)                                                                    | 0                                                                           | 3 (1979, 1992, 1995)                                            | 4           |
| Paris Saint-Germain FC     | 1 (2021)                                                                    | 0                                                                           | 2 (2017, 2023)                                                  | 3           |
| Dukla Praga                | 1 (1962)                                                                    | 0                                                                           | 1 (1976)                                                        | 2           |
| Blackpool FC               | 1 (1956)                                                                    | 0                                                                           | 0                                                               | 1           |
| Borussia Dortmund          | 1 (1996)                                                                    | 0                                                                           | 0                                                               | 1           |
| FC Dinamo Moscou           | 1 (1963)                                                                    | 0                                                                           | 0                                                               | 1           |
| Ferencvárosi TC            | 1 (1967)                                                                    | 0                                                                           | 0                                                               | 1           |
| Olympique de Marsella      | 1 (1991)                                                                    | 0                                                                           | 0                                                               | 1           |
| Inter de Miami             | 1 (2023)                                                                    | 0                                                                           | 0                                                               | 1           |
| Estrella Roja de Belgrad   | 0                                                                           | 2 (1991, 1991)                                                              | 1 (1968)                                                        | 3           |
| FC Girondins de Bordeaux   | 0                                                                           | 2 (1982, 1984)                                                              | 0                                                               | 2           |
| RSC Anderlecht             | 0                                                                           | 1 (1976)                                                                    | 1 (1978)                                                        | 2           |
| Arsenal FC                 | 0                                                                           | 1 (2003)                                                                    | 1 (2006)                                                        | 2           |
| Cagliari Calcio            | 0                                                                           | 1 (1969)                                                                    | 1 (1970)                                                        | 2           |
| Hellas Verona FC           | 0                                                                           | 1 (1985)                                                                    | 1 (1984)                                                        | 2           |
| Atlètic de Madrid          | 0                                                                           | 1 (1987)                                                                    | 2 (2016, 2018)                                                  | 3           |
| Chelsea FC                 | 0                                                                           | 1 (2005)                                                                    | 1 (2021)                                                        | 2           |
| Rot-Weiss Essen            | 0                                                                           | 1 (1958)                                                                    | 0                                                               | 1           |
| West Ham United FC         | 0                                                                           | 1 (1970)                                                                    | 0                                                               | 1           |
| Wolverhampton Wanderers FC | 0                                                                           | 1 (1957)                                                                    | 0                                                               | 1           |
| Stade de Reims             | 0                                                                           | 0                                                                           | 1 (1958)                                                        | 1           |
| Tottenham Hotspur FC       | 0                                                                           | 0                                                                           | 1 (1963)                                                        | 1           |
| 1. FC Köln                 | 0                                                                           | 0                                                                           | 1 (1962)                                                        | 1           |
| Celtic FC                  | 0                                                                           | 0                                                                           | 1 (1967)                                                        | 1           |
| Fulham FC                  | 0                                                                           | 0                                                                           | 1 (1961)                                                        | 1           |
| Legia Varsòvia             | 0                                                                           | 0                                                                           | 1 (1974)                                                        | 1           |
| AS Nancy                   | 0                                                                           | 0                                                                           | 1 (1977)                                                        | 1           |
| Newcastle United FC        | 0                                                                           | 0                                                                           | 1 (1996)                                                        | 1           |
| AS Saint-Étienne           | 0                                                                           | 0                                                                           | 1 (1980)                                                        | 1           |
| Vejle Boldklub             | 0                                                                           | 0                                                                           | 1 (1983)                                                        | 1           |

### Classificació per nacionalitat
1. Argentina - 8
2. Alemanya,  Països Baixos,  França i  Portugal - 7
3. Anglaterra,  Itàlia,  Brasil - 5
4. Espanya - 4
5. Unió Soviètica - 3
6. Txèquia /  Txecoslovàquia - 2
7. Escòcia,  Dinamarca,  Hongria,  Bulgària,  Libèria,  Ucraïna,  Irlanda del Nord i  Croàcia - 1

### Pilotes d'Or consecutives
- 4 Pilotes d'or consecutives: Lionel Messi (2009, 2010, 2011, 2012)
- 3 Pilotes d'or consecutives: Michel Platini (1983, 1984, 1985)
- 2 Pilotes d'or consecutives: Johan Cruyff (1973, 1974), Kevin Keegan (1978, 1979), Karl-Heinz Rummenigge (1980, 1981), Marco van Basten (1988, 1989), Cristiano Ronaldo (2013, 2014) i (2016, 2017)

### Vegades que han ocupat el podi
- 14 podis: Lionel Messi
- 12 podis: Cristiano Ronaldo
- 5 podis: Franz Beckenbauer i Michel Platini
- 4 podis: Johan Cruyff, Ronaldo, Gerd Müller, Raymond Kopa i Luis Suárez
- 3 podis: Bobby Charlton, Xavi Hernández, Andrí Xevtxenko, Alfredo Di Stéfano, Eusébio, Kevin Keegan, Karl-Heinz Rummenigge, Bernd Schuster, Marco van Basten i Zinédine Zidane

### Pilotes d'Or segons la demarcació
- Porter: 1 guardó
- Defensa: 4 guardons
- Migcampista: 23 guardons
- Davanter: 41 guardons

### Palmarès segons la lliga en la qual competien els futbolistes
A la següent taula es mostra la lliga on jugaven els equips que, en alguna ocasió, han guanyat un premi.
| Competició              | Cops primer | Cops segon | Cops tercer | Total podis |
| ----------------------- | --- | --- | --- | ----------- |
| Primera Divisió         | 24 (1957, 1958, 1959, 1960, 1973, 1974, 1994, 1999, 2000, 2002, 2005, 2006, 2009, 2010, 2011, 2012, 2013, 2014, 2015, 2016, 2017, 2018, 2019, 2022) | 25 (1956, 1959, 1960, 1978, 1980, 1986, 1987, 1992, 1996, 1997, 1998, 2001, 2002, 2004, 2008, 2009, 2010, 2011, 2012, 2013, 2014, 2015, 2016, 2017, 2024) | 18 (1956, 1957, 1964, 1975, 1981, 1985, 1986, 1987, 2004, 2007, 2009, 2010, 2011, 2012, 2015, 2016, 2018, 2024) | 67          |
| Serie A                 | 18 (1961, 1969, 1982, 1983, 1984, 1985, 1987, 1988, 1989, 1990, 1992, 1993, 1995, 1997, 1998, 2003, 2004, 2007)                                     | 17 (1961, 1963, 1964, 1965, 1969, 1971, 1973, 1985, 1988, 1989, 1990, 1991, 1993, 1994, 2000, 2006, 2018)                                                 | 15 (1959, 1965, 1970, 1982, 1984, 1988, 1989, 1990, 1994, 1997, 1998, 1999, 2000, 2003, 2019)                   | 50          |
| Bundesliga              | 9 (1970, 1972, 1976, 1977, 1978, 1979, 1980, 1981, 1996)                                                                                            | 10 (1958, 1972, 1974, 1975, 1977, 1979, 1981, 1995, 2021, 2022)                                                                                           | 11 (1960, 1962, 1966, 1969, 1972, 1973, 2001, 2002, 2009, 2013, 2014)                                           | 30          |
| Premier League          | 7 (1956, 1964, 1966, 1968, 2001, 2008, 2024) | 11 (1957, 1967, 1968, 1970, 1983, 1999, 2003, 2005, 2007, 2019, 2023)                                                                                     | 11 (1957, 1961, 1963, 1971, 1993, 1996, 2005, 2006, 2008, 2021, 2022)                                           | 29          |
| Высшая лига             | 3 (1963, 1975, 1986) | 0 | 0 | 3           |
| Ligue 1                 | 2 (1991, 2021) | 2 (1982, 1984) | 4 (1958, 1977, 1980, 2017, 2023)                                                                                | 8           |
| Primeira Liga           | 1 (1965) | 2 (1962, 1966) | 0 | 3           |
| Eredivisie              | 1 (1971) | 0 | 3 (1979, 1992, 1995)                                                                                            | 4           |
| Gambrinus liga          | 1 (1962) | 0 | 1 (1976) | 2           |
| Nemzeti Bajnokság I     | 1 (1967) | 0 | 0 | 1           |
| Major League Soccer     | 1 (2023) | 0 | 0 | 1           |
| Prva Liga               | 0 | 2 (1991, 1991) | 1 (1968) | 3           |
| Jupiler Pro League      | 0 | 1 (1976) | 1 (1978) | 2           |
| Ekstraklasa             | 0 | 0 | 1 (1974) | 1           |
| Scottish Premier League | 0 | 0 | 1 (1967) | 1           |
| Superligaen             | 0 | 0 | 1 (1983) | 1           |

## Imatges

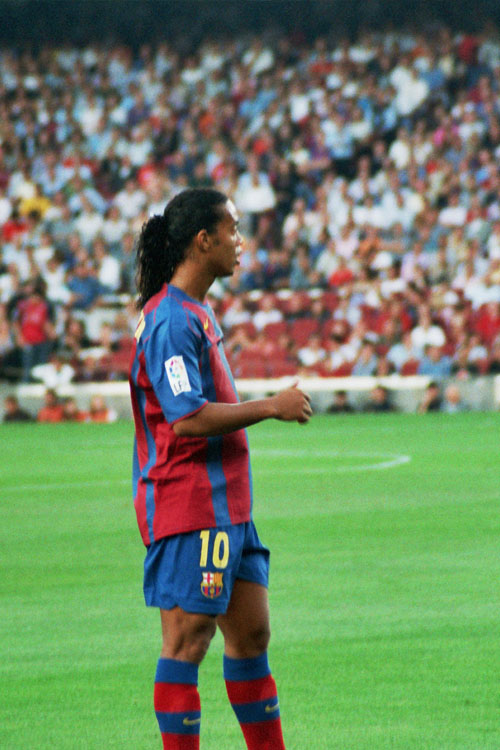
Ronaldinho, guanyador de la Pilota d'Or de 2005